# Sematophyllum robustulum
Sematophyllum robustulum là một loài rêu trong họ Sematophyllaceae. Loài này được (Cardot) Broth. mô tả khoa học đầu tiên năm 1925.